# Baja Galilea

La Baja Galilea (en hebreo: הגליל התחתון‎, romanizado: HaGalil HaTaḥton) es una región dentro del Distrito Norte de Israel. La Baja Galilea limita al sur con el valle de Jezreel; la Alta Galilea al norte, de la que está separada por el valle de Beit HaKerem; el valle del Jordán con el río Jordán y el Kineret al este; y al oeste, un segmento de la Llanura Costera del Norte conocido como el Valle de Zvulun (Valle de Zebulon ), que se extiende entre la cresta del Carmelo y Akko. La Baja Galilea es la parte sur de la Galilea. En la época de Josefo, se sabía que se extendía en anchura desde Xaloth (Iksal ) hasta bersabe, y en longitud desde cabul hasta Tiberíades, una región que contiene alrededor de 470 millas cuadradas. Se llama "Baja" porque es menos montañosa que la Alta Galilea. Los picos de la Baja Galilea se elevan a 500 m. sobre el nivel del mar. Los picos más altos son el monte Kamon (598 m.) en la parte norte de la Baja Galilea, y el Monte Tabor (588 m.) en la parte sur.

## Geografía
La Baja Galilea consta de tres regiones diferentes que difieren en su estructura geológica:
- La Baja Galilea occidental;
- La Baja Galilea central;
- Las regiones altas de la Baja Galilea oriental.

La Baja Galilea central consta de cadenas montañosas bajas que se extienden de este a oeste con varios valles en el medio; al sur del valle de Beit Kerem (Šagor) se encuentra la cordillera de Shagor, luego el valle de Sajnin, la cordillera de Yodfat, el valle de Beit Netofa, el valle y la cordillera de Tur'an, la cordillera de Nazaret y el valle de Ksulot (19:18). En la parte occidental de la Baja Galilea hay varias colinas bajas (200-300 metros) cubiertas de bosques de robles, la región central de la Baja Galilea es más montañosa y la región oriental de la Baja Galilea se convierte en una ladera plana de basalto que alcanza alturas de 300 metros sobre el nivel del mar que se extienden de noreste a suroeste.
Aunque el paisaje de la Baja Galilea es menos dramático que el de la Alta Galilea, es más verde, más pacífico y tranquilo. La Baja Galilea es más accesible para la mayoría de los israelíes (menos de 2 horas en coche desde el área de Tel Aviv). Gran parte de las granjas agrícolas de Israel se originan en la Baja Galilea, especialmente en el Valle de Jezreel y el Valle de Beit She'an.

## Tipo de suelo
El suelo de la Baja Galilea se compone principalmente de lo siguiente:
- Piedra caliza : las tierras en la región central de la Baja Galilea consisten principalmente en piedra caliza que se creó debido a la acumulación de conchas y esqueletos de vida marina en el fondo del mar.
- Terra Rossa marrón: la región de la Baja Galilea también tiene muchas áreas que consisten en este tipo de suelo que tiene altas cantidades de minerales. La Terra Rossa es la base para el desarrollo de los bosques de Galilea porque tiene una gran cantidad de minerales necesarios para que los árboles crezcan.
- Basalto : las tierras en la región oriental de la Baja Galilea (el área cercana a los Altos del Golán) se componen principalmente de basalto, que es un tipo de roca que se creó como resultado del magma caliente de los volcanes en erupción, que luego se enfrió y se volvió duro como una roca. impenetrable. Las áreas de basalto también comprenden un suelo muy fértil .

## Recursos hídricos
Hasta 1932, los asentamientos en el este de la Baja Galilea se basaban únicamente en el agua de manantial que existía en las proximidades de las aldeas y que solo alcanzaba para uso doméstico y, por lo tanto, no era posible tener agricultura de regadío en la Baja Galilea en ese momento. En 1932 se realizó la perforación del primer pozo en el valle de Yavne'el que suministró agua de riego a Yavne'el. En 1942 se construyó una tubería de agua desde el Kineret hasta el pueblo que, como resultado, amplió su cantidad de tierras agrícolas, que se basaron principalmente en las nuevas fuentes de agua, a pesar del costo relativamente alto del agua en ese momento. Durante la primera década del Estado de Israel, los pueblos de la Baja Galilea se vieron envueltos en una lucha constante con el gobierno exigiendo que el gobierno solucionara sus problemas de agua. Después de varios intentos de perforación de pozos locales realizados durante esos años, se colocaron tuberías de agua fallidas desde el Kineret a todas las aldeas de la Baja Galilea.

## Galería

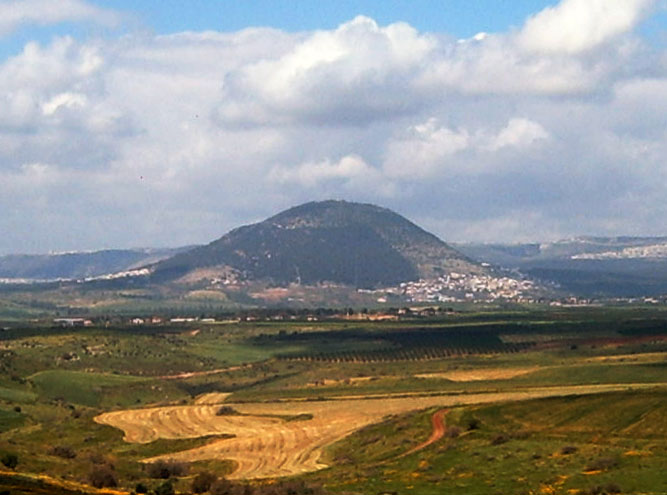
Monte Tabor
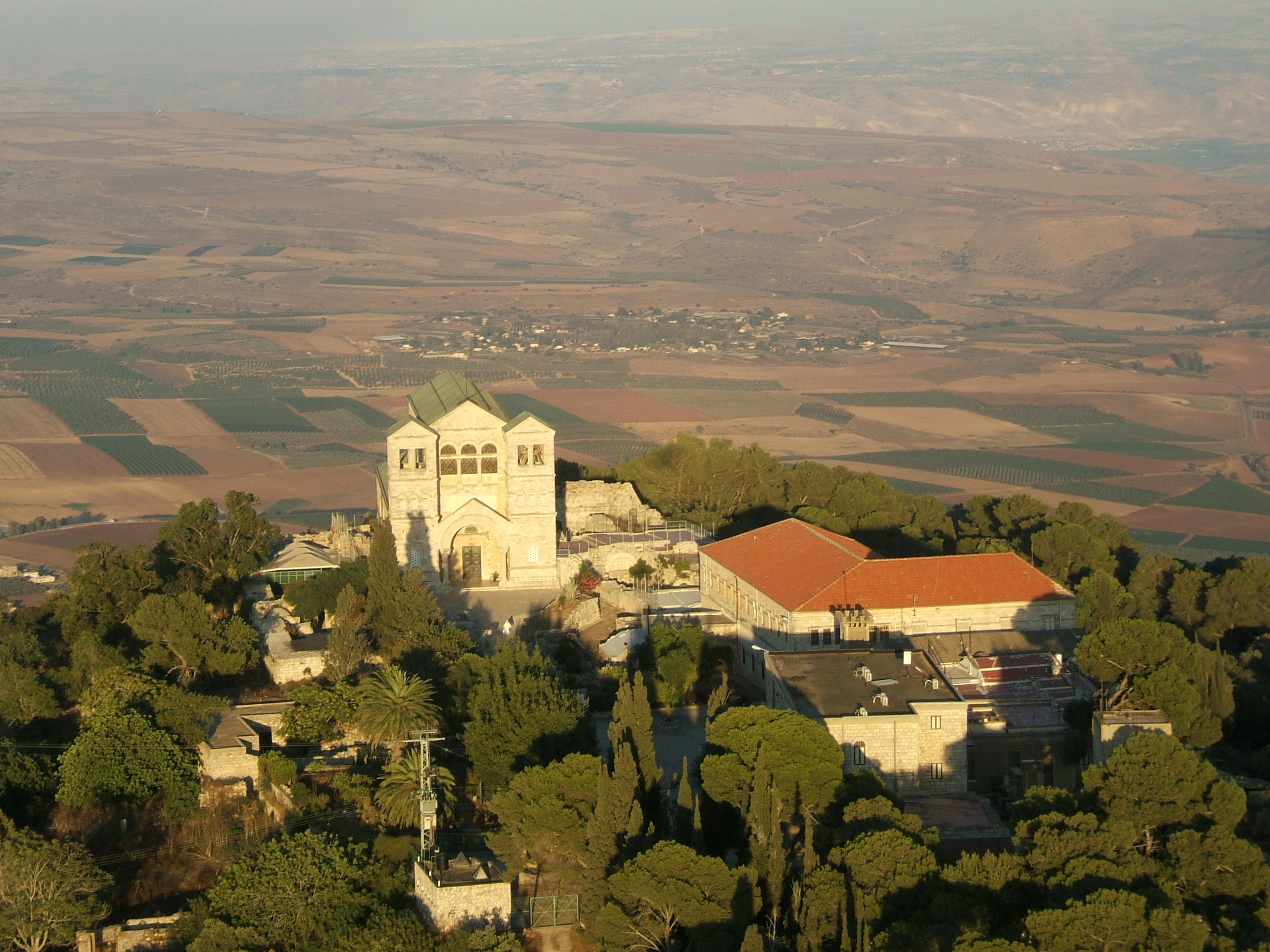
Iglesia de la Transfiguración
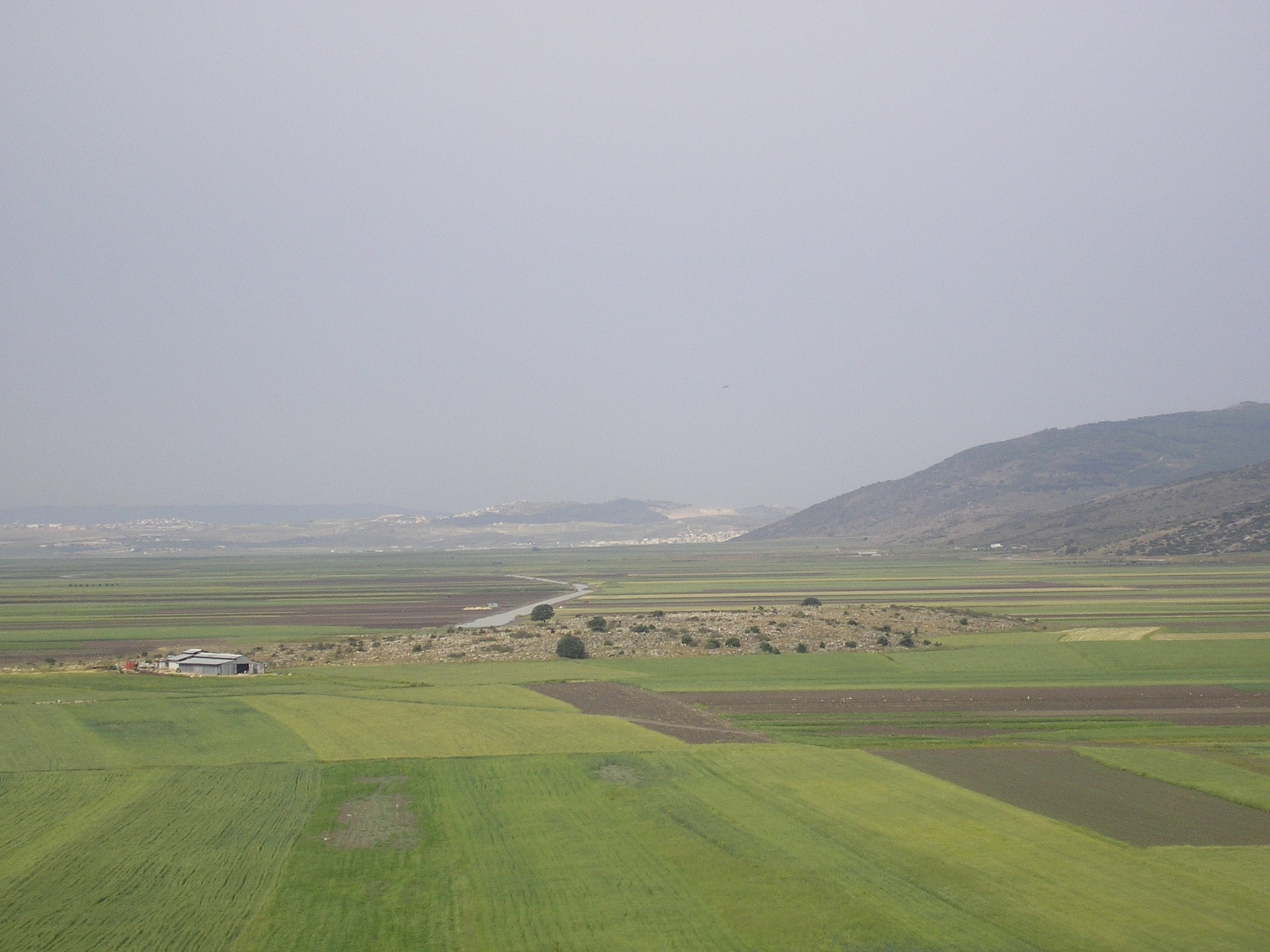
Valle de Beit Netofa
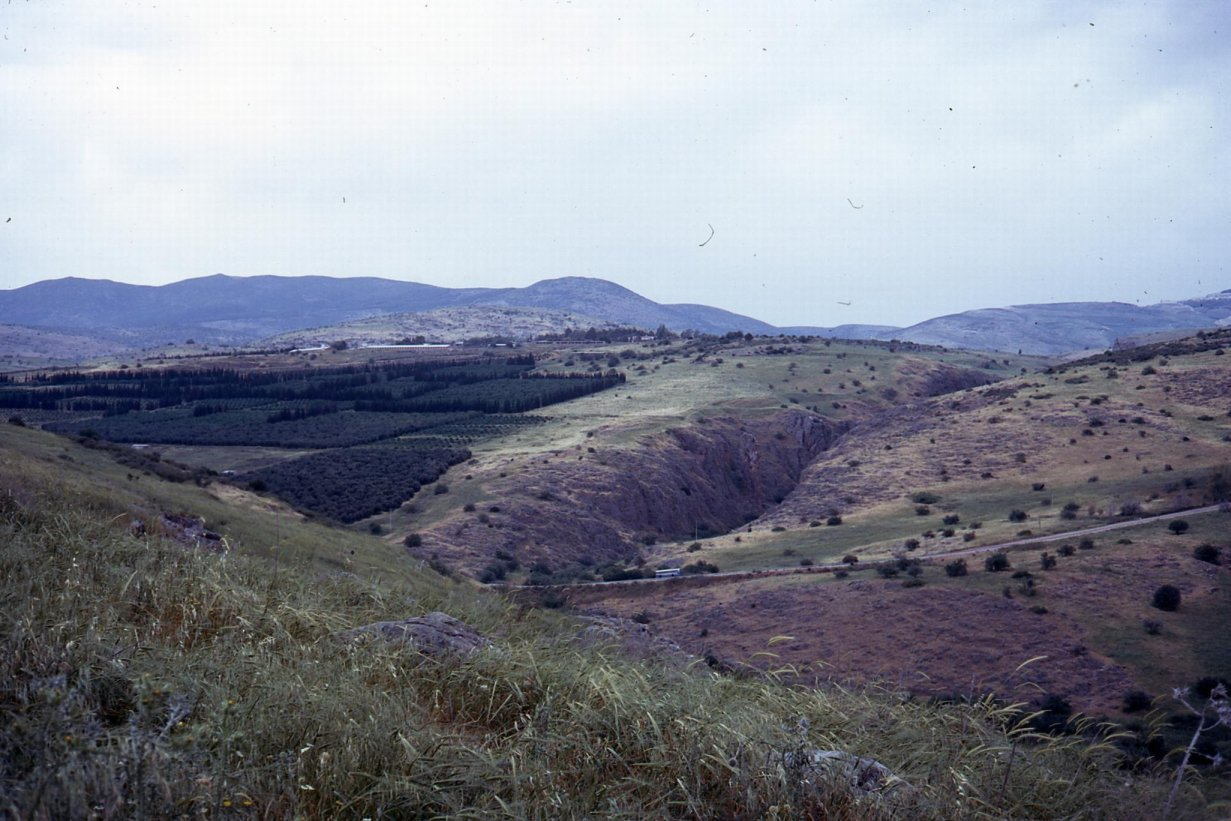
Nahal Amud
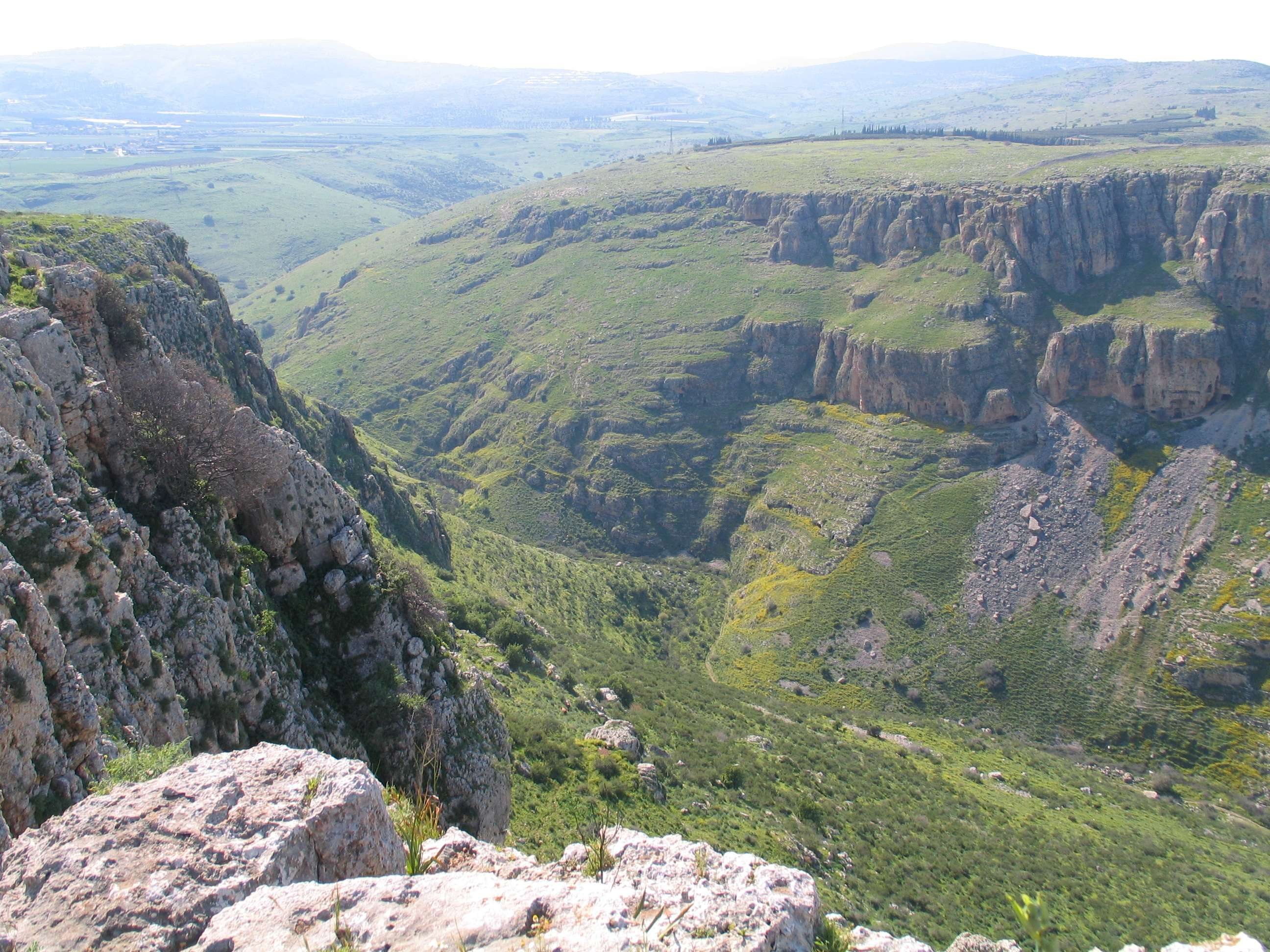
Monte Arbel
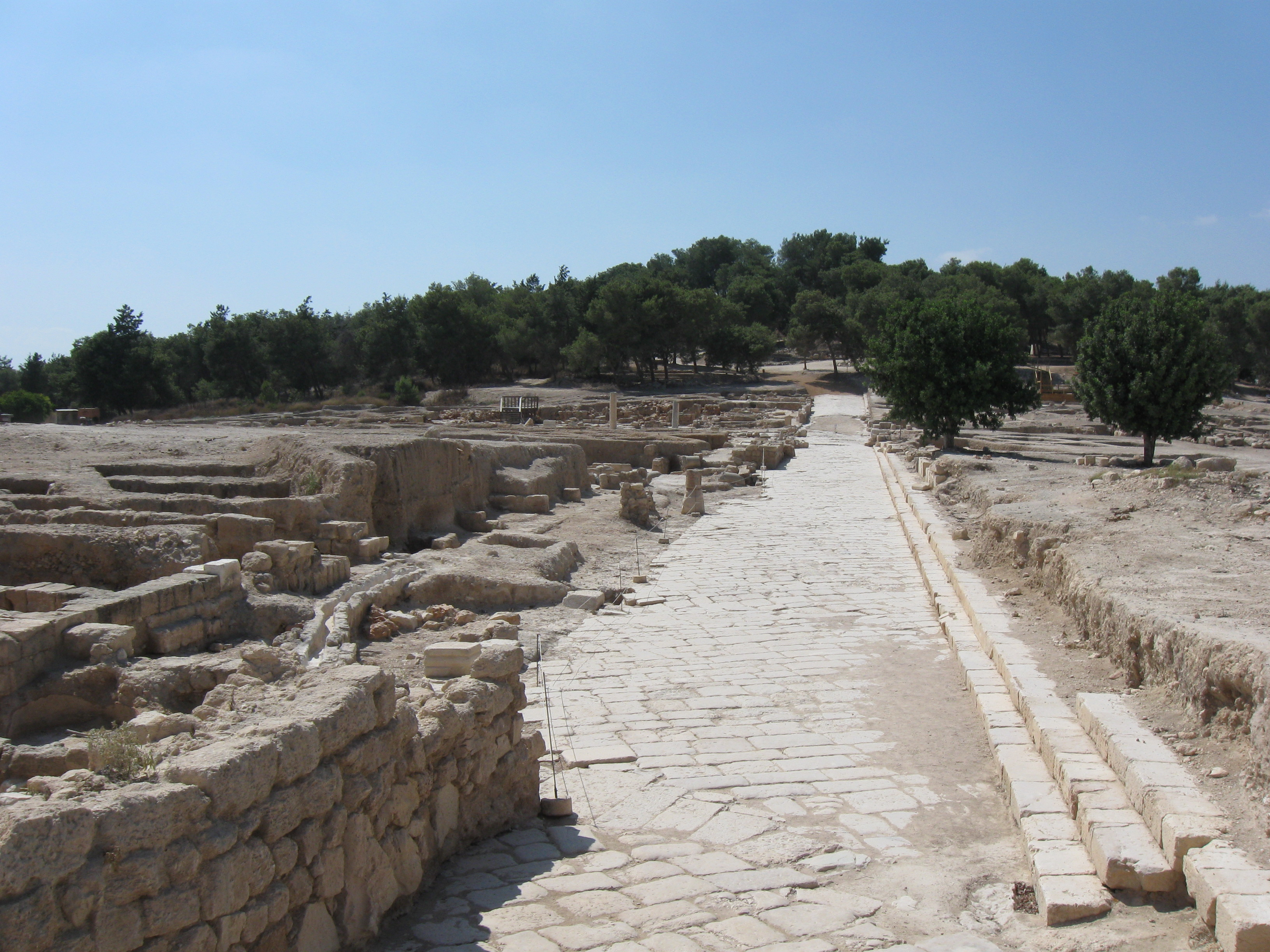
Ruinas de Séforis
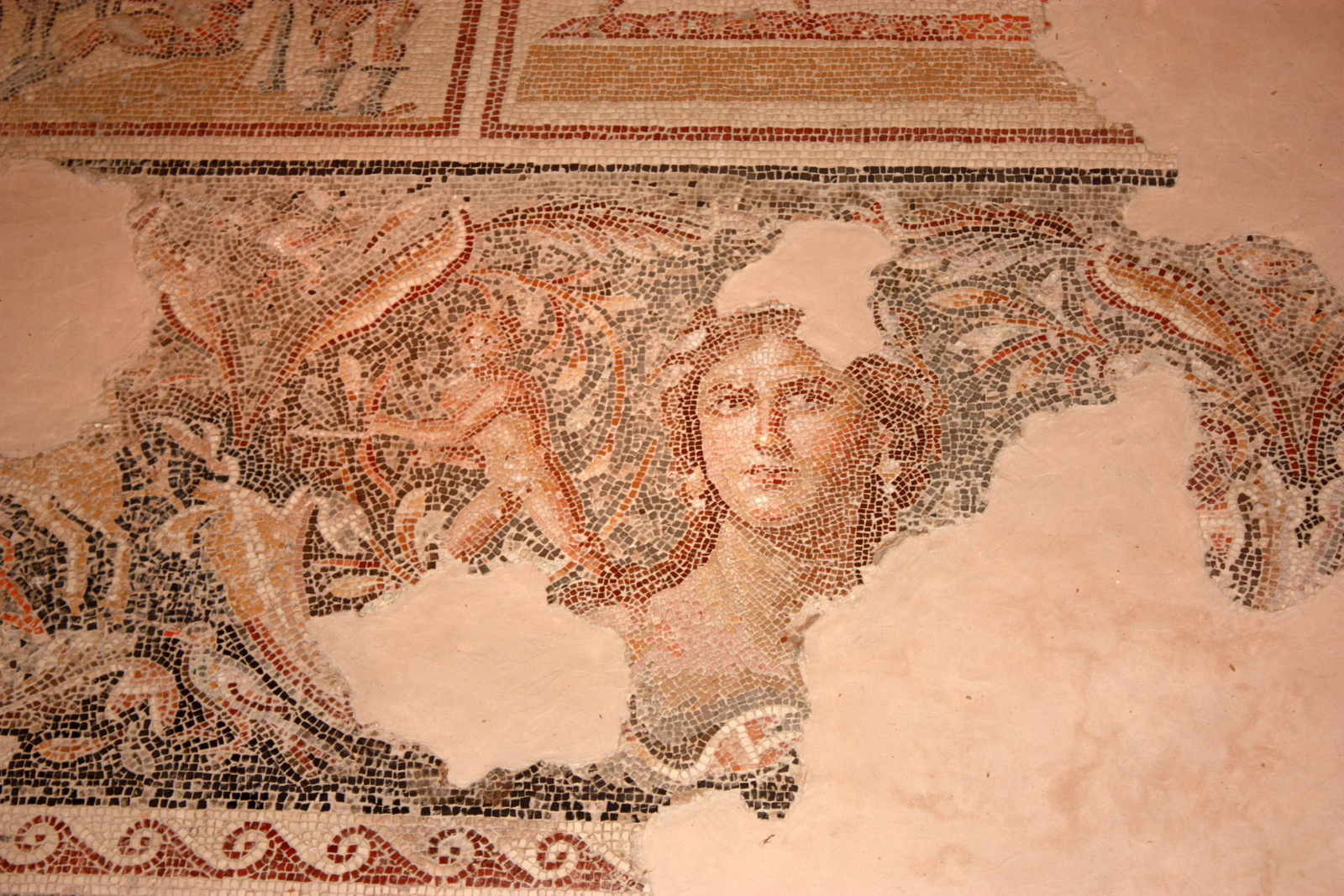
El mosaico de la "Mona Lisa de Galilea" en Séforis
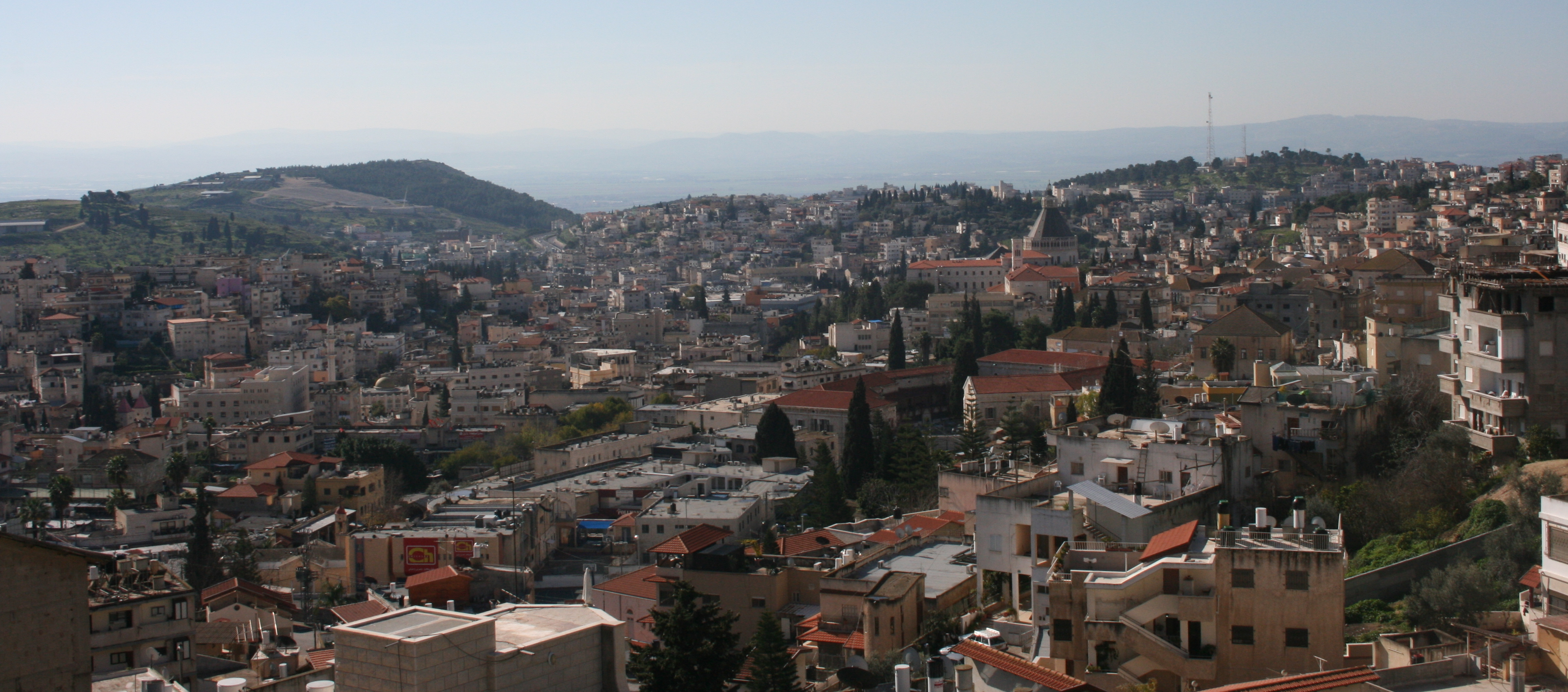
Nazaret